# Fawzi al-Qawuqji
Fawzi Al Qawuqji nació en 1890, probablemente en Beirut (actual Líbano, entonces Imperio Otomano) y falleció en Beirut en 1977. Fue un aventurero, líder militar y político en el mundo del nacionalismo árabe y de los conflictos árabe judíos, hasta su retirada en 1948.
Participó como militar en casi todos los conflictos de Oriente Medio en la primera mitad del siglo XX: la Guerra ítalo-turca, la Primera Guerra Mundial, la Revuelta siria de 1925, la Gran Revuelta Árabe de 1936-39, la Guerra anglo -iraquí de 1941, y la primera guerra árabe-israelí de 1947-48, entre otros.
Políticamente dedicó su vida al nacionalismo árabe -movimiento político que, precisamente, nació y adquirió fuerza durante su juventud- lo le obligó también a tomar partido contra el colonialismo y el sionismo.
Su carisma personal y su indudable valor le atrajeron gran cantidad de partidarios, pero sus derrotas militares y su intransigencia frente a los "politiqueos" también le granjearon muchos enemigos, que le acusaron -probablemente sin base- de ser un "doble agente" y de sustracción de fondos.
Finalmente, desilusionado, se retiró tras la guerra árabe-israelí de 1948, y vivió dedicado a su familia y sus recuerdos, sin participar más en política. Su figura, olvidada durante un tiempo, ha vuelto a despertar interés entre las nuevas generaciones de jóvenes concienciados políticamente a favor del resurgimiento árabe.

## Infancia y juventud
Los datos sobre los primeros años de vida son inciertos; parece seguro que nació en territorios de lo que era en 1890 Imperio Otomano, pero no queda claro si fue en lo que actualmente es Líbano, Siria, o Irak.
Al parecer provenía de una familia modesta, y siendo muy joven se enroló en el Ejército turco, donde luchó en la Guerra Ítalo-turca de 1911-1912 y durante la I Guerra Mundial, alcanzando el rango de oficial y ganando la Cruz de Hierro de segunda clase.

## Durante el Mandato Francés de Siria
Tras el colapso del Imperio Otomano, en virtud de los acuerdos Sykes-Picot, la actual Siria y el Líbano pasaron a manos de los franceses, en virtud de la concesión por parte de la Sociedad de Naciones del Mandato francés de Siria.
Fawzi Al-Qawuqji ingresó en el Ejército francés y fue formado como Oficial de Información en la Escuela Especial Militar de Saint-Cyr. Destinado posteriormente en el ejército franco-sirio (l'Armée du Levant), durante esta época adquiere conciencia del despertar del nacionalismo en el mundo árabe.
Durante la Primera Guerra Mundial el Alto Comisionado británico en Egipto, Henry McMahon, mantuvo en nombre de su gobierno una correspondencia con el jerife de La Meca, Husayn ibn Ali (ver Correspondencia Husayn-McMahon).
En ella se tanteaba la posibilidad de que se produjera una sublevación (financiada, armada y organizada por los británicos, que también pagaron cuantiosas sumas a la familia de Husayn) del mundo árabe contra el Imperio Otomano. Aunque el tono de las cartas es bastante ambiguo (así, por ejemplo, en las cartas no se cita expresamente Palestina y McMahon siempre defendió que no fue su intención que el jerife Husayn entendiera que este territorio entraba en el pacto) y tras la guerra se crearon varios estados árabes tutelados por los victoriosos aliados occidentales, el mundo árabe se sintió engañado por entender que la promesa inglesa incluía la formación de un gran imperio árabe, y buscó su independencia frente a ingleses y franceses.
En 1925 se produce la rebelión siria dirigida por Sultan Pasha Al-Atrash; Al-Qawuqji se une a ella. Participa en el Levantamiento de Hama (4-5 de octubre de 1925) donde sus fuerzas -tras la defección de las familias nobles locales Barazi y Azm, que tras apoyar inicialmente el levantamiento negocian con los franceses- son derrotadas por la aplastante superioridad artillera y el poder aéreo francés, que bombardea la ciudad causando 344 muertos, la mayoría civiles. Al-Qawuqji tiene que abandonar Hama, pero la revuelta se extiende a Damasco, que sufre ataques y contraataques, asistidos por fuertes bombardeos de la artillería y aviación francesa, durante toda la primavera de 1926; Al Qawuqji apenas participa en esta batalla, pero tras la pacificación de Damasco mantiene la llama de la revuelta entre los campesinos sirios hasta marzo de 1927, cuando con apenas un puñado de seguidores se refugia en Transjordania.. Derrotada la insurrección, debe exiliarse a Arabia Saudita, donde trabaja formando a las tropas saudíes. Un tribunal francés le juzga y condena a muerte in absentia por deserción.

## La Gran Revuelta Árabe (1936-1939)

### Primera fase de la rebelión
Hasta 1936 Al-Qawuqji sirve como consejero militar del rey Ibn Saud y, posteriormente, del ejército iraquí.
En abril de este año, el Gran Muftí de Jerusalén y presidente del Consejo Supremo Musulmán de Palestina, Hajj Muhammad Amin al-Husayni, declara una huelga general para protestar contra la inmigración judía al Mandato de Palestina y el supuesto apoyo británico a los intereses económicos hebreos. Con ella comienza la primera fase de la Gran Revuelta Árabe de 1936-1939, que se caracterizó por huelgas, protestas urbanas más o menos organizadas y actos de resistencia pasiva, como la negativa a pagar impuestos, a colaborar con las autoridades británicas, etc.
Aunque el escenario de esta primera fase fue, fundamentalmente, urbano, cientos de voluntarios árabes de fuera de Palestina acudieron a la llamada realizada por Amin al-Husayni y otros notables. Entre ellos, Fawzi Al-Qawuqji, que atraviesa la frontera en julio de 1936, acompañado de voluntarios sirios, iraquíes y transjordanos, con la intención de organizar la resistencia y darle un carácter militar.
Sin embargo, su llegada, como la de otros nacionalistas árabes de fuera, fue visto por los propios líderes palestinos con más desconfianza que alivio. Poco antes de la llegada de Al-Qawuqji, se había conseguido un penoso acuerdo entre Abu Kamal -líder nominal de la revuelta hasta su muerte en 1939-, Aref Abdul Razzik y Fakhri Abd al-Hadi para repartirse las áreas de influencia; un cuarto jefe de milicias, Abdelkader al-Husayni -el sobrino del Mufti-, que dominaba las cercanías de Jerusalén, ni siquiera estuvo en las reuniones.

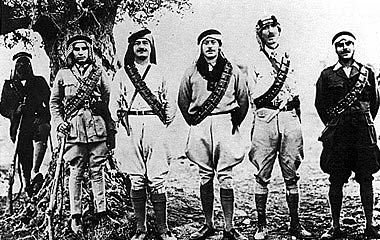
Qawuqji (3.º por la derecha) en 1936

Al-Qawqji pensaba aún en términos panarabistas y denominaba a Palestina "Siria del Sur" -como en los tiempos del Imperio Otomano-, lo que provocaba disgusto entre los demás comandantes. Por otro lado, aunque Qawuqji tenía un innegable valor personal y más experiencia en el campo de batalla que ellos, su desprecio hacia los milicianos palestinos -a quienes consideraba inferiores a sus combatientes- generaba rechazo entre los líderes políticos y militares de los árabes palestinos, y contribuyó al fracaso de la rebelión, aunque se conocen acciones combinadas, como la escaramuza de Bal'a en 1936.
El Gobierno inglés anunció una serie de medidas para terminar con los disturbios: creación de una Comisión dirigida por Sir Robert Peel para estudiar el problema; amenazas con imponer la ley marcial y aplicar duros castigos (incluso la pena de muerte) a quienes apoyaran la Revuelta y, finalmente, iniciaron contactos diplomáticos con personalidades árabes de fuera de Palestina para que retiraran su apoyo a los rebeldes. El 11 de octubre de 1936, un mes antes de la llegada de la Comisión Peel, el Comité Supremo Musulmán desconvocó la huelga; lo hizo, en parte, obligado por las circunstancias, y también siguiendo los consejos de sus valedores de fuera de Palestina, que temían lo contraproducente de mostrar a los comisionados una imagen violenta y agresiva de la comunidad árabe.
Los principales líderes de los rebeldes, como Al-Qawuqji y Abu Kamal tuvieron que huir a los países limítrofes (en el caso de Al Qawuqji, el 25 de octubre de 1936 cruza la frontera con Transjordania) para evitar ser detenidos y juzgados por los británicos. Las circunstancias de su huida son confusas; algunas fuentes suponen que fue ayudado por el rey Abdullah de Transjordania; otras, incluso, suponen que los británicos no quisieron atrapar a quien ya se había convertido en un mito del nacionalismo árabe.

### Segunda fase de la rebelión
Durante unos meses, mientras trabajaba la Comisión, se vivió una calma relativa. Sin embargo, tanto árabes como judíos se vigilaban y preparaban para un posible enfrentamiento a gran escala.
En julio de 1937 la Comisión Peel publicó sus recomendaciones: abolición del Mandato; división del territorio en dos estados; retención por los británicos de una franja de terreno entre Jerusalén y Tel-Aviv/Jaffa.
Las conclusiones de la Comisión eran a la vez inaceptables para árabes y judíos, y condujo a un rebrote de la Revuelta Árabe. Esta vez, sin embargo, se centraría en las zonas rurales y no urbanas, con acciones típicas de guerra de guerrillas: asaltos a convoyes de viajeros; ataques a kibbutz o pequeñas comunidades judías; objetivos económicos como el oleoducto Mosul-Haifa (enlace roto disponible en Internet Archive; véase el historial, la primera versión y la última). y, finalmente, asesinatos selectivos de líderes del Yishuv, militares británicos, o líderes árabes considerados "colaboracionistas" (como la importante familia Nashabishi, o incluso los Khalidi).
La virulencia inicial de esta segunda fase de la rebelión sorprendió a los ingleses. Sin embargo, pronto se demostraron las limitaciones de este tipo de combate: los rebeldes no fueron capaces de tomar ni un solo asentamiento judío, y los británicos construyeron unas fortalezas defensivas, llamadas fuertes Tegart, desde las cuales sus patrullas dominaban las carreteras. Los grupos guerrilleros se veían obligados a elegir dianas indefensas, preferentemente de noche, o cometer pequeños atentados con rápidas retiradas. La falta de sus jefes más carismáticos (muertos o en el exilio, como Al-Qawuqji), causaba una fragmentación del mando y una ausencia de coordinación que habría de serles fatales.
A partir de 1938 los británicos toman la iniciativa: manejan con energía (rayana en la brutalidad) sus fuerzas policiales (incluyendo el Cuerpo Palestino de Policía) y el Ejército, y permiten al capitán Orde Wingate crear con fuerzas judías una unidad de comandos especializada, los Escuadrones Especiales Nocturnos que, basándose en un entrenamiento exhaustivo, el conocimiento del terreno y la acción expeditiva mediante represalias, consiguen atemorizar a los campesinos árabes que, hasta entonces (de grado o por la fuerza) habían apoyado la rebelión.

### Consecuencias
En 1939 la Gran Revuelta, falta de líderes sobre el campo y agotada, se apaga. Las consecuencias de esta derrota sobre el futuro de los árabes palestinos es incalculable:
- Toda una generación de líderes moderados palestinos, junto con muchos intelectuales de prestigio, ha sido asesinada por los rebeldes o las represalias, o han debido exiliarse, acusados de colaboración.
- Los líderes militares, como Al-Qawuqji o Hasan Salameh, están exiliados y, aunque gozan de fama, han perdido el contacto con la realidad palestina.
- Los campesinos árabes (base de la sociedad palestina del momento) tienen una tasa de analfabetismo muy superior a la de sus futuros adversarios, los judíos, y sus estructuras sociales están tremendamente atrasadas.
- La organización militar de los árabes palestinos, basada en el prestigio familiar y tribal, lleva considerable retraso frente a la Haganah y el Palmaj
- La derrota militar, lejos de originar un deseo de renovación y reformismo (como, por ejemplo, ocurrió en el Imperio Otomano con la Revolución de los Jóvenes Turcos), es canalizado hacia la glorificación de supuestas hazañas frente al invasor, el odio, el revanchismo y el fanatismo religioso.

Por si fuera poco, las principales figuras del nacionalismo árabe y palestino estaban amargamente enfrentadas, como se iba a ver en los años siguientes.

## Segunda Guerra Mundial

### Golpe de Estado en Irak
La intención de Al-Qawuqji de continuar en Transjordania tras la Gran Revuelta Árabe se ve truncada por la oposición del Rey Abdullah de Transjordania, abiertamente probritánico. Consecuentemente, huye a Irak, donde el sentimiento de la población era fuertemente pronazi y antibritánico, pese a que el primer ministro en funciones en ese momento, Nuri al-Said, personalmente era anglófilo y su política estaba atada por el acuerdo anglo-iraquí de 1930.
Al-Qawuqji conspira con los círculos pronazis y participa en el golpe de Estado de Rashid-Alí en abril de 1941, e incluso es nombrado consejero militar. La reacción británica no se hizo esperar, y derrocó el nuevo gobierno tras la corta guerra anglo-iraquí. Durante ella Al Qawuqji participó en las batallas defensivas en torno a Ar Rutba y Ramadi y fue denunciado por crímenes de guerra, asesinato y mutilaciones de prisioneros indefensos. Derrotados los partidarios de Al-Qawuqji, y dado que era uno de los dirigentes a detener por la columna móvil Mercol del Comandante E. J. H. Merry se vio obligado a huir nuevamente, esta vez a Siria.
Allí la anterior condena a muerte en rebeldía se suspendió debido a los buenos oficios de Rudolf Rahn -enviado especial alemán ante la Siria colaboracionista- y Al-Qawuqji se enfrentó, con las tropas pro-Petain, a las fuerzas aliadas que invadieron Siria en junio-julio de 1941.

### Estancia en Alemania, detención y liberación
Tras la derrota, Al-Qawuqji se vio obligado a huir a la Francia de Vichy y, a través de ella, a Berlín, donde llegó en 1941. Algunas fuentes, basándose principalmente en el propio relato de Al-Qawuqji a la revista "Time" omiten este combate y relatan que Al-Qawuqji sufrió una grave herida tras ser ametrallado desde un avión y fue evacuado a Alemania para su convalecencia. Sin embargo, parece probado que Qawuqji pasó de Irak a Siria y allí permaneció un tiempo ayudando al gobierno pro-Vichy.
Al-Qawuqji permaneció en Berlín entre 1941 y 1947. Allí coincidió con otros destacados líderes palestinos como Hajj Muhammad Amin al-Husayni y su sobrino Abdelkader al-Husayni. Sus relaciones no eran buenas; desde los tiempos de la "Gran Revuelta" de 1936 se acusaban mutuamente de corrupción y traición,. lo que afectó muy negativamente a la instrucción militar que recibían sus partidarios en el III Reich, según recogen los instructores militares alemanes, como Helmuth Felmy:

Uno de los mayores problemas... fue el conflicto generado por las diferencias entre las lealtades políticas de los voluntarios. Algunos seguían a un determinado caudillo árabe, mientras los otros defendían los méritos de su rival. Así, unos cuantos de los voluntarios habían contactado con Fauzi Kaikyi [sic] el líder militar sirio...
Helmuth Felmy

La enemistad entre las distintas facciones era bastante conocida. Aunque Al-Qawuqji no lo supo por entonces, una carta del Muftí de Jerusalén al Ministro de Asuntos Exteriores del III Reich, Joachim Von Ribbentrop, en la que se denunciaba al propio Al-Qawuqji y dos de sus colaboradores como espías ingleses, condujo a la detención de Fawzi Al-Qawuqji y dos de sus colaboradores, uno de los cuales -como mínimo- falleció. Cuando, más adelante, Al-Qawqji fue informado de ello, aumento más su odio hacia Al Husayni.
Mientras se encontraba como huésped del III Reich conoció y se casó con una muchacha alemana treinta años más joven que él; se trataba de su tercer matrimonio..
En 1945, al contrario que otros líderes musulmanes, Al-Qawuqji no huyó de Berlín; permaneció en la parte Este de la capital con su familia. Detenido por las autoridades soviéticas en mayo de 1946, fue internado en el campo de Biesdorf, interrogado varias veces y, finalmente, liberado -bajo palabra de no abandonar Berlín Este- a principios de 1947. Al parecer, los soviéticos consideraban positivo su pasado como antiimperialista; o, quizás, le creían útil en el tablero del Oriente Medio como peón antibritánico.
En todo caso, no eran los únicos; en febrero de 1947 los franceses contactaron con él, fabricaron documentos falsos para él y su familia y le facilitaron la fuga a París y, luego, a Beirut.

## Guerra Civil (1947-1948) durante el Mandato de Palestina

### La Partición
Mientras tanto, el 29 de noviembre de 1947, la Asamblea General de las Naciones Unidas, reunida en Nueva York, había aprobado la Resolución 181, que buscaba resolver el conflicto entre árabes y judíos en Palestina, mediante un plan que incluía la división de la parte occidental del Mandato (la parte al Este del Jordán había sido desgajada, ya en 1922, para formar Transjordania) en dos Estados, uno judío y otro árabe, con un área, que incluía Jerusalén y Belén, bajo control internacional.

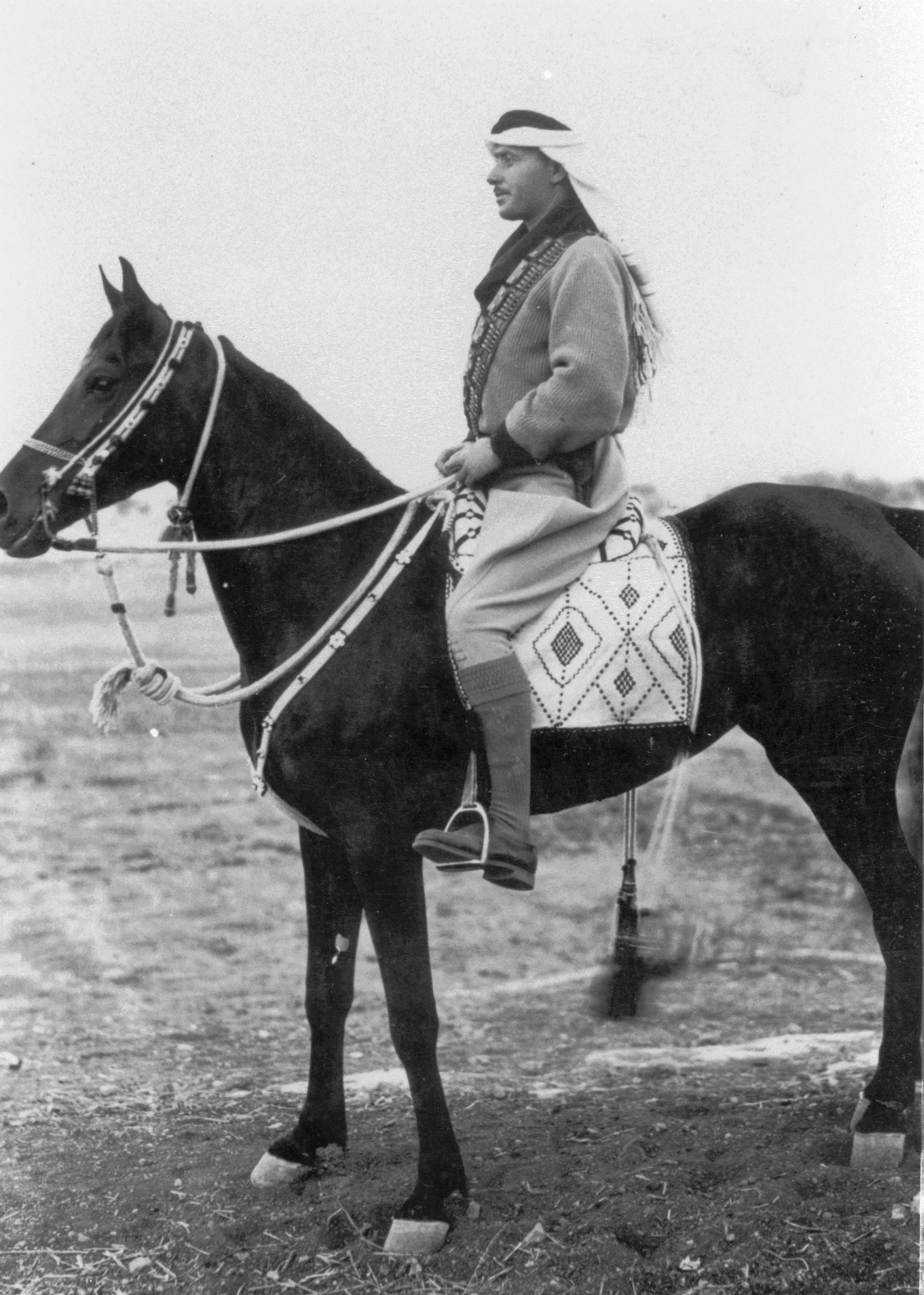
Fotografía ecuestre de Al-Qawuqji en 1948.

Los judíos aceptaron con alegría la resolución, que conduciría a la posibilidad de la formación de un estado hebreo a partir de la retirada británica en mayo de 1948. El mundo árabe reaccionó conmocionado y anunció que impedirían la Partición, por la fuerza si fuese necesario. El ambiente prebélico que dominaba entre los países árabes, junto con la seguridad de la victoria sobre los judíos, se refleja en la cita, tantas veces malinterpretada, del Secretario General de la Liga Árabe, Abdul Rahman Hassan Azzam :

Personalmente, me gustaría que los judíos no nos obligaran a declarar la guerra, porque será una guerra de exterminio, una terrible matanza, comparable a los estragos de los mongoles y a las Cruzadas
Azzam Pachá, 11 de octubre de 1947, Akhbar al-Yom, El Cairo

### Reclutamiento del Ejército Árabe de Liberación

#### Preparación
En este ambiente, belicista y eufórico superficialmente pero lleno de suspicacias internas, se celebra entre el 8 y el 17 de diciembre de 1947 la Cumbre de la Liga Árabe en El Cairo, donde se discute la situación en Palestina, y se decide, por amplia mayoría (solo Egipto se opuso en lo que se refiere al rechazo del Muftí) la repulsa absoluta a la creación del estado judío, la exclusión del Muftí como gobernante de un estado palestino en el exilio, y la adopción inmediata de medidas para apoyar la lucha de los árabes palestinos, que incluirían -compartiendo compromisos entre todos los miembros- una ayuda de dos millones de libras (£2000000); la entrega de diez mil rifles y cinco millones de cartuchos; el boicot contra la economía judía, y la creación y mantenimiento de una fuerza de combate, al menos de 3000 efectivos, entre árabes palestinos y voluntarios árabes, que por el momento se acuartelaría en la ciudad siria de Qatana.
Según los acuerdos a los que se llegó en la Cumbre de El Cairo y en otra reunión celebrada en Damasco el 5 de febrero de 1948, el gasto de la campaña para "liberar" Palestina (incluidos los costes de un Ejército Árabe de Liberación (جيش الإنقاذ العربي Jaysh al-Inqadh al-Arabi), que se formaría principalmente de voluntarios y complementaría las fuerzas de los propios árabes palestinos) se dividirían entre Egipto, que pagaría un 42%; Siria y el Líbano, que pagarían conjuntamente un 23 %, Arabia Saudí, un 20 %, e Irak, un 15 %. Sin embargo, según Azzam Pazhá, los países árabes no entregarían más allá del 10%, esto es, £200000.
También se decidieron en estas reuniones a quién se adjudicaría el mando militar de las operaciones: como Comandante en Jefe de todas las tropas árabes que combatirían en Palestina, incluyendo el Ejército de Liberación y, si llegaba el caso, los cuerpos expedicionarios de los Ejércitos árabes regulares, se nombró a Ismail Safwat. Fawzi Al-Qawuqji fue designado comandante militar, o mariscal de Campo; Taha Hashemi, inspector general; para otros puestos de responsabilidad como enlaces con los diferentes países árabes fueron nombrados Ahmed Shukeiri, Muhammad al-Hindi y Abd al-Qadir al-Jundi.
Safwat dividió Palestina, a efectos militares, en tres zonas militares: Palestina del Norte, hasta los alrededores de Tel-Aviv, fue asignada a las tropas de Al-Qawuqji; la zona Sur, con Gaza, Hebrón, el Negev y el Mar Muerto, al Alto Mando egipcio, mientras que la zona centro, con Jerusalén, fue puesta bajo el mando de Abdelkader Al-Husayni, y se destinaban aparte algunas tropas específicamente asignadas para las ciudades Más adelante, ante las protestas del Mufi, que se vio relegado por estos acuerdos, Safwat estableció otro frente en Lydda que puso bajo el mando de Hasan Salameh, pero lo hizo desgajando zonas de combate del Frente Centro de Al Husayni y no de los otros dos.

#### Reclutamiento
Desde el principio la discordia minó cualquier colaboración entre las distintas personalidades del mundo árabe. En el caso concreto de Fawzi Al-Qawuqji, odiaba y era odiado por el clan Al-Husayni, en menor medida por el rey Abdullah de Tranjordania. y sentía gran desconfianza por el resto de mandatarios árabes. Opinaba que los Ejércitos árabes serían poco eficaces "porque los países árabes están divididos entre ellos y no pueden luchar unidos en una guerra". Según él, la solución sería la guerra revolucionaria, añadiendo que "él tenía gran experiencia en este tipo de combate".
El Ejército Árabe de Liberación despertó un gran entusiasmo en el mundo árabe; según cifras oficiales británicas, a finales de enero de 1948 unos 3000 combatientes habían entrado en Palestina (la mayoría se concentraron en la región de Samaria); su número fue creciendo hasta llegar, según la mayoría de las fuentes, a unos 7500-8000 a mediados de abril.
Estas cifras, si las comparamos con los ejércitos movilizados durante la guerra mundial recientemente terminada, parecen ridículas; sin embargo, a escala de este conflicto local-regional, no lo son: hacia mediados de abril de 1948 los judíos solo disponían de unos 10000 hombres equipados y armados para toda Palestina, y la operación Najschon para abrir la carretera de Jerusalén solo contó con 1500 hombres, que hubo que conseguir utilizando todas las reservas disponibles del Palmaj y la Haganah y algunos combatientes del Irgun; por su parte, el mejor ejército árabe, la Legión Árabe, no llegaba a los 10000 hombres, de los que solo intrevinieron en el conflicto la mitad..
Aunque sus tropas empezaron a cruzar las fronteras hacia Palestina ya desde principios de enero, Fawzi Al-Qawuqji no entró en Palestina hasta el 5-6 de marzo de 1948; hasta esa fecha, permaneció en Siria (con viajes a los países vecinos según lo requiriese el momento) ocupado en actividades de coordinación con ejércitos y gobiernos del mundo árabe, y representación y organización de sus propias tropas.

### La lucha por la "liberación" de Palestina
En el libro "Oh, Jerusalén!", de Lapierre & Collins, Al-Qawuqji es presentado como un líder fatuo, fanfarrón y muy poco dotado militarmente. Según los autores, el Ejército de Liberación Árabe tenía una pésima intendencia: no se había contemplado la necesidad de organizar el avituallamiento, dejando al pillaje de los asentamientos judíos el crucial asunto del abastecimiento de tropas (lo que trajo como consecuencia que, dado que las tropas de Al-Qawuqji no capturaron ni un solo establecimiento enemigo, terminaran extorsionando a las propias poblaciones árabes); su organización sanitaria era poco menos que inexistente, y sus botiquines no disponían de otra cosa sino de aspirinas® y laxantes: Al-Qawuqji no preveía una guerra larga ni mucha resistencia, y no pensó que fueran necesarias otras medidas..
El Ejército de Liberación dio en seguida muestras de combatividad, aunque con poca organización: el día 9 y 10 de enero de 1948, cuando aún no había comenzado su infiltración en masa a través de la frontera siria, unos 200 hombres, entre palestinos y efectivos del Ejército de Liberación, atacaron el kibbutz Kfar Szold, justo al lado de la frontera oriental de la Galilea asignada a los judíos. Se ignora si se trataba de un ataque diversivo para desviar la atención de la penetración de tropas por otro lugar, o de un ataque espontáneo- en respuesta a un pequeño choque entre irregulares y efectivos del Palmaj en Khisas, unos días antes.
Diez días más tarde se produce otro ataque al Kibbutz Yechi'am, en la zona de Galilea Oeste (atribuida a los árabes) con unos 400 hombres armados con artillería ligera y ametralladoras, comandados por Adib Shishakli.
Ambos ataques son rechazados por los defensores de los establecimientos judíos, ayudados por los británicos y, en el segundo caso, por refuerzos de la Haganah. Al-Qawuqji no parece haber programado ni ordenado estos ataques -que ni siquiera cita en sus memorias- aunque sí parece haber sido informado de ellos: Unos días después, declaró a un periodista: "La Liberación de los Santos Lugares empezará cuando yo lo diga".

#### Batalla de Tirat Zvi
Sea debido a estos fracasos o a que siente necesidad de justificarse ante sus superiores y sus hombres, Al-Qawuqji decide empezar las operaciones a gran escala de su ejército asaltando un asentamiento de manera más organizada; siguiendo sus órdenes, el teniente coronel Muhammad Al-Safa, al mando del I Batallón (Regimiento) Yarmuk lanza un ataque, en las primeras horas del 16 de febrero de 1948, sobre Tirat Zvi (Arab Zarra'a en árabe), tras un intenso fuego de morteros y ametralladoras. Los árabes disponen de una clara superioridad numérica y de armas, y lanzan un ataque desde varias posiciones contra los perímetros defensivos de Tirat Zvi, confiando en superar a los defensores simplemente gracias a su número; sin embargo, el exceso de confianza de los atacantes, junto con una mala planificación y servicio de información (nadie sabía nada de los dispositivos defensivos del kibbutz) y la incapacidad de los oficiales para reaccionar y controlar a sus hombres ante las circunstancias climáticas adversas y las elevadas pérdidas sufridas en un primer ataque, condujeron a los árabes a una sangrienta derrota: sufrieron unos 55 a 60 muertos y un centenar de heridos, mientras que los judíos solo tuvieron un muerto y unos pocos heridos..
Al-Qawuqji, tal vez temiendo que la moral de sus hombres sufriera un duro golpe, e implicado en una guerra propagandística contra sus competidores del propio bando árabe (el clan Al-Husayni, los partidarios de Abdullah, enemigos dentro de la propia Liga Árabe) anunció una imaginaria gran victoria, con más de cien muertos entre los judíos y una retirada de sus tropas "forzados por los británicos"

#### Entrevista con "Josh" Palmon
En 1946 o 1947, Jehoshua ("Josh") Palmon -más adelante experto en asuntos árabes del Gobierno israelí de David Ben Gurion, y por aquel entonces cabeza de una red de espionaje sobre asuntos árabes- había obtenido pruebas de la correspondencia del Muftí con Von Ribbentrop y la denuncia que condujo a la detención de Al-Qawuqji y dos compañeros como supuesto espía inglés y a la muerte, al menos, de uno de ellos. Palmon y Al-Qawuqji habían planeado una reunión para discutir temas del conflicto árabe judío, pero los acontecimientos sucesivos, con el debate sobre la Partición y la creación del Ejército de Liberación árabe, lo impidieron.
A finales de marzo, Ben Gurion aceptó la idea de Palmon de reunirse con el líder árabe. Palmon y Ben Gurion pensaban que, tras las primeras derrotas, Al-Qawuqji se habría dado cuenta de que los judíos no eran un enemigo fácil a batir "Ver lo que dice y lo que propone", y pensaban en explotar las disensiones entre los árabes para su propio beneficio.
La reunión se celebró el día 1 de abril de 1948, en Nur al-Shams, en presencia de varios de los lugartenientes de Al-Qawuqji y, acompañando a Palmon, Gad Mahnes.. En ella, Al-Qawuqji se mostró absolutamente contrario a cualquier entendimiento con los judíos,. a quienes confiaba en derrotar a corto o largo plazo, pero también con el clan Al-Husayni, a quienes acusó de brutalidad y tener ambiciones políticas. Más importante aún, declaró a Palmon su intención de "aplicar un duro castigo" a los judíos en el valle de Jezrael.
Ben Gurion podía, tras el informe Palmon, estar razonablemente seguro de que Al-Qawuqji no acudiría en defensa de Abdelkader Al-Husayni durante la Operación Najshon que iba a empezar en apenas 36 horas, pero, a cambio, se vio obligado a dar la alerta en todos los kibbutz del valle de Jezrael; uno de ellos destacaba por su importancia estratégica: Mishmar HaEmek

#### Batalla de Mishmar HaEmek
Como objetivo militar, la elección del kibbtutz Mishmar HaEmek era inmejorable; situado en las estribaciones montañosas que dominan el valle de Jezrael, estaba rodeada por varios poblados árabes hostiles (que podían funcionar como bases de las fuerzas atacantes) y, sobre todo, su conquista hubiera permitido a los árabes irrumpir hacia la costa, aislando Haifa y cortando el esencial corredor hacia Tel-Aviv.
Al-Qawuqji reunió tropas elegidas entre sus hombres, incluyendo fuerzas de los batallones (regimientos) Al-Qadisiyya, Hittin y 1.º Yarmuk, bajo el mando del Teniente Coronel Safa, el capitán Madlul Abbas, y el propio Al-Qawuqji. Al parecer, podía contar con unos mil hombres, frente a unos ciento setenta hombres y mujeres en disposición de combatir (con los refuerzos, llegarían a cerca de cuatrocientos setenta) del kibbutz.
El ataque comenzó el día 4 de abril al alba, con un intenso bombardeo de la batería de campaña que Siria había proporcionado al Ejército Árabe de Liberación. Con siete cañones de calibre 77 mm y tres piezas más potentes, de 88 o quizás de 105 mm, era de hecho la primera artillería propiamente dicha que se usaba en el conflicto.
Posteriormente, sobre las 17'00 P.M. (para disminuir el peligro de intervención británica) Al-Qawuqji ordenó un asalto sobre el kibbutz, que fue repelido por sus habitantes. Por la noche, una compañía de la brigada Golaní se infiltró en el kibbutz para reforzar a los defensores.
El bombardeo -que se prolongó, con fases intermitentes, hasta el 7 de abril- atrajo la atención de los británicos, que enviaron una columna para intentar imponer un alto el fuego. La tregua duró solo veinticuatro horas, a partir de medianoche del 5 al 6 de abril, durante las cuales los defensores evacuaron ancianos, niños y mujeres no necesarias para la defensa., mientras por otro lado consiguieron reforfar más sus fuerzas con efectivos de las brigadas Carmelí y Golaní.
El día 8 de abril, Al-Qawuqji proclamó una victoria completa en Mishmar HaEmek: "La bandera árabe ondea sobre Mishmar Haemek" y tres días después, en una emisión de radio, matizaba el anuncio: "Tras las primeras y esporádicas escaramuzas asestaré a los sionistas un golpe del que jamás se recobrarán".
De hecho, Al-Qawuqji -que no era ningún estúpido- no pensaba entablar, al menos de momento, otra batalla campal. Al parecer, creyendo que el bombardeo y el ataque había causado más daños de lo que realmente habían producido, y habiendo recibido noticias de la ofensiva judía en Jerusalén, intentó negociar una extensión de la tregua, pero los judíos, ahora dirigidos por el comandante de la Haganah Yitzhak Sadeh, rehusaron.
A partir del día 8 de abril los judíos desencadenan un ataque, en varias direcciones, sobre varios poblados árabes de los alrededores (Abu Shusha, Abu Zureiq, Kefrin, Buteimat...) con intención de rodear al importante contingente de las tropas de Al-Qawuqji, cortándole la retirada hacia Yenín y capturando sus valiosas piezas de artillería. Durante varios días se produjeron furiosos ataques y contrataques, cambiando de bando algunas posiciones hasta once veces. Finalmente, la noche del 12 al 13 de abril Al-Qawuqji trató de romper el frente de los judíos organizando una ofensiva a gran escala sobre Mishmar HaEmek, solo para verse derrotado y obligado a retirarse a toda prisa en dirección a Yenín..
Por si fuera poco, el regimiento druso del Ejército Árabe de Liberación "Jabal al-Arab" dirigido por el Mayor Shakib Wahhab, al que Al-Qawuqji ordenó realizar un ataque de diversión en dirección al kibbutz Ramat Yohanan, sufrió una sangrienta derrota, con más de cien bajas; como consecuencia, cundió una grave desmoralización entre los drusos, con decenas de deserciones, y sus mandos entablaron negociaciones con la Haganah, culminando en la defección de gran parte de los drusos y su integración en las filas judías.

#### Consecuencias de las derrotas del Ejército Árabe de Liberación en la primavera de 1948
Tras los reveses anteriores, el fracaso del Ejército de Liberación Árabe en Mishmar HaEmek (que coincidió en el tiempo con la muerte de Abdelkader al-Husayni en Qastel y la derrota de las Milicias de la Guerra Santa) supuso el hundimiento del bando árabe-palestino en la guerra civil árabe-judía de 1948 y, personalmente, un golpe irreparable para el prestigio de Al-Qawuqji.
- Muchos de sus rivales árabes, y los muktars de la zona, le acusaron de imprudencia criminal, al invitar a los pueblos árabes de la región a celebrar insensatamente la falsa victoria en Mishmar HaEmek, en lugar de organizar la defensa para el contragolpe de la Haganah.
- La población campesina (según testificaron tropas británicas) soportaba cada vez con más disgusto la presencia de los hombres de Al-Qawuqji, que les exigían la paga y la manutención que no les llegaban de sus cuarteles generales y "que les trataban cono si fueran polvo (dirt)".[48]
- La falta de refuerzos, así como la percepción de Al-Qawuqji de que muchos árabes palestinos huían- aún antes de que la batalla llegase a sus hogares- mientras el Ejército de Liberación "peleaba por ellos" hicieron que Al-Qawuqji obligase a los Comités Locales (NC=National Committee) a realizar una leva de reclutas forzosa (imponiendo una cuota de un 0,5 %, "half a percent"), y obligando a que se facilitase a sus hombres armas y manutención/soldada. Obvio es decir que estas medidas no aumentaron la popularidad de las tropas de Al-Qawuqji en la región, sobre todo tras las derrotas que irían sufriendo.[49]
- Los drusos, como ya se ha dicho, abandonaron su bando.
- La Liga Árabe le retiró su apoyo,[50] aunque los resultados no se hicieron prácticos hasta mayo de 1948, cuando se le ordenó retirarse de la zona de Jerusalén para dejar campo de acción a la Legión Árabe.

#### Bombardeo de Jerusalén y la "Operación Macabeos"
En las Memorias de Al-Qawuqji se registra, con fecha del 8 de abril de 1948, una petición del Dr. Amin Ruwayha y una delegación de Jerusalén para que Al-Qawuqji y sus tropas acudieran en defensa del frente Centro, cuya situación militar se había deteriorado para el bando árabe tras la derrota de Qastel y la muerte de Abdelkader Al-Husayni.
Aunque tal demanda sea cierta, el propio Al-Qawuqji reconoce que tenía prohibido intervenir en ese sector -en virtud de los celos entre los caudillos árabes y de los acuerdos dificultosamente alcanzados entre diciembre de 1947 y febrero de 1948- y que se limitó a enviar -con fecha del mismo 8 de abril- una fuerza de artillería que, tras colaborar en un exitoso contraataque árabe sobre Qastel, hubo de retirarse para colaborar en la segunda parte de la batalla de Mishmar HaEmek. En general se supone que Al-Qawuqji presenta la petición como excusa para justificar sus propios fracasos en el Norte, pues no hay pruebas de que las fuerzas de Al-Qawuqji participaran a gran escala en la batalla de Jerusalén hasta la segunda quincena de abril, cuando se desmorona el Frente Centro tras la Operación Najshon, la caída en combate de Abdelkader Al-Husayni, la destrucción del Cuartel General de Hasan Salameh y la huida de miles de árabes de la región.
Tras las derrotas sufridas, en la segunda quincena de abril el Ejército Árabe de Liberación pasa a la defensiva. Sus guarniciones urbanas, en Jaffa, Safed, Tiberíades, Acre (Akko) o Haifa no pueden resistir las ofensivas judías y pierden todas las ciudades. Al-Qawuqji había logrado escapar del cerco judío en Mishmar HaEmek, pero incapaz de volver a desarrollar un ataque coordinado, se desplaza al Sector Centro, donde la resistencia árabe se había hundido. Tras la muerte de Abdelkader Al-Husayni, el rey Abdullah de Transjordania -teóricamente comandante supremo de todas las fuerzas árabes que habían de luchar en Palestina-había designado a Al-Qawuqji como su sucesor. y este, a su vez, había nombrado comandante de Jerusalén a Abd al-Hamid al-Rawi. Sin embargo, su nombramiento no tuvo ningún efecto en las Milicias de la Guerra Santa, ya que el Muftí designó a Emile Ghury y, por si fuera poco, entre los partidarios del Muftí en Jerusalén, muchos prefirieron la dirección de combate de alguien más experimentado como Fadl Abdullah Rashid.
Así, según el propio Al-Qawuqji, no se produce su nombramiento efectivo como Comandante del Sector Centro por parte de la Liga Árabe (que él reconoce como única organización Autoridad) hasta el 26 de abril y es acompañado de una especie de solución de compromiso -que no terminó, ni mucho menos, con las diferencias entre los jefes árabes- pues la Liga también confirma como comandante de Jerusalén a Fadl Rashid.
Para entonces las tropas de Al-Qawuqji, al Mando del teniente coronel Mahdi Salih, incapaces de lanzar un ataque frontal sobre Jerusalén, han tomado posiciones, con su artillería, en las colinas que rodean la carretera a la ciudad, instalando bases fuertes en los poblados de Bayt Mahsir, Latrun, Yalu and Bayt Nuba y, como punto que se revelará estratégicamente clave más adelante, en el propio Monasterio de Latrún. Desde allí sus cañones bombardean las posiciones judías en la Ciudad Nueva de Jerusalén.. Aunque el bombardeo resulta un martirio para los asediados ciudadanos, que no disponen de ningún arma para responder, no consigue minar su resistencia.

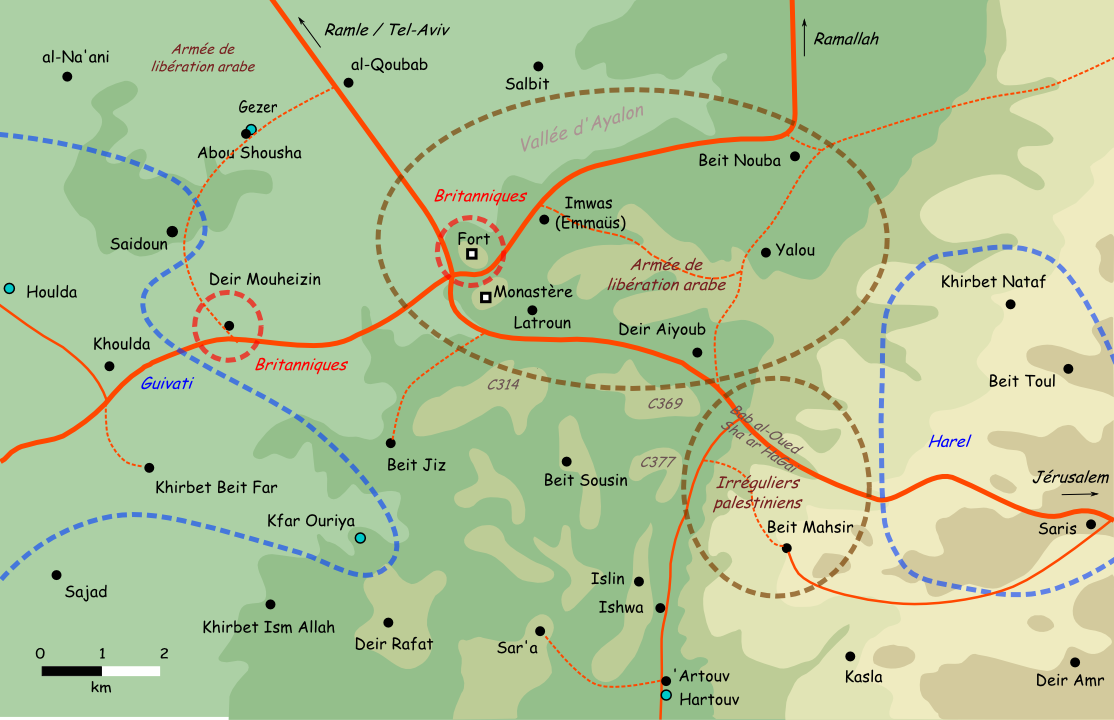
Situación en la zona de Latrún el 10 de mayo de 1948

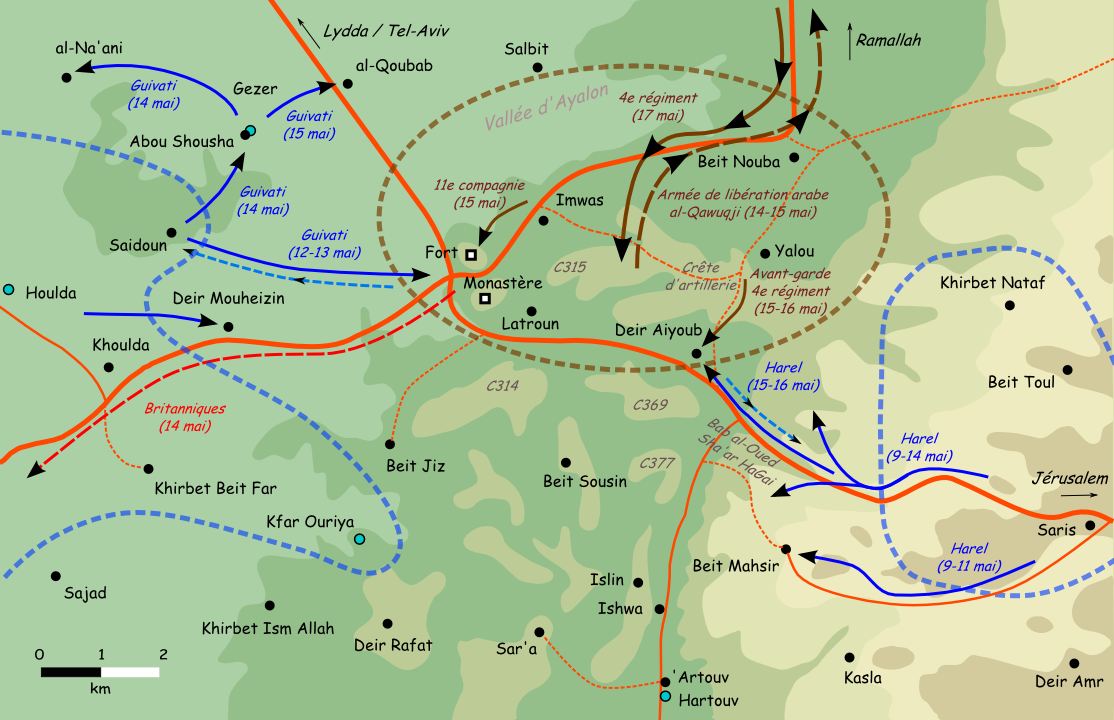
Situación en la zona de Latrún el 15 de mayo de 1948

Sin embargo, el principal peligro para Jerusalén no es, en este momento, el bombardeo, ni las tropas árabes de la ciudad; la imposibilidad de hacer llegar suministros agua, alimentos o municiones amenaza con obligar a los judío a la rendición. Tras la operación Najshon, la Agencia Judía, incapaz de destinar tropas a varios objetivos simultáneos, había decidido dar prioridad -a petición de David Shaltiel, comandante militar judío de Jerusalén- a la conquista de varios barrios árabes que impedían la cohesión de las tropas hebreas en la ciudad. Como consecuencia, la brigada Harel debió abandonar varios de los puntos fuertes que ocuparon en las colinas de Judea para acudir a Jerusalén; algunos de ellas fueron ocupados, a partir del 22 de abril, por las fuerzas del Ejército Árabe de Liberación y volvieron a cerrar el cerco sobre la ciudad.
Para tratar de romper el asedio el Alto Mando judío diseñó y llevó a cabo la Operación Macabeos (también llamada Operación M.) que se llevaría a cabo en dos fases, a partir del 8 de mayo de 1948. Dos batallones de la Brigada Harel y uno de la Brigada Guivati (como apoyo para el sector Oeste, iniciaron la ofensiva para tratar de desalojar las tropas de Al-Qawuqji de sus posiciones. Los árabes tenían ventaja numérica, posicional y de potencia de fuego, pero el entrenamiento y disciplina de los judíos era superior. Tras una semana de duro combate, hacia el 14 de mayo el Palmaj había conseguido desalojar a los árabes de varios puntos clave, incluyendo Bayt Mahsir y el antiguo fuerte de Gezer, pero no había conseguido conquistar el fuerte de Latrún.
La segunda parte de la Operación Macabeos, encaminada a expulsar de Latrún al Ejército Árabe de Liberación, se inició el 15 de mayo: los judíos ocuparon varios pueblos (Abu Shusha, Nana, al-Quba-b) que, para su sorpresa, encontraron desguarnecidos; una serie de errores de información habían llevado a uno de los hechos más curiosos de la guerra: Al-Qawuqji se había retirado de Latrún, la Legión Árabe no había acudido en su relevo, y los judíos no se habían enterado, pese a su eficaz servicio de información.

## La Segunda fase de la guerra (1948-49): la invasión de los ejércitos árabes

### Retirada del Frente Centro
El 14 de mayo de 1948, unas horas antes del final del Mandato británico de Palestina (para evitar que la proclamación del nuevo estado coincidiese con el sabbath) David Ben Gurión leyó en el Museo de Arte de Tel Aviv la Declaración de Independencia de Israel. Durante la noche siguiente se produce la invasión de los ejércitos de Transjordania, Siria, Egipto, Líbano e Irak (a través de Transjordania), como estaba anunciado.
La Liga Árabe, por mediación del rey Abdullah, Comandante Supremo (al menos en teoría) de los Ejércitos árabes que operaban en Palestina, ordenó a Al-Qawuqji que procediera a la retirada de sus tropas de los puestos que ocupaban en el sector Centro -donde serían relevadas por la Legión Árabe;.- y concentrarse al norte de Ramallah para, aprovechando la primera fase de la invasión, dar descanso a sus tropas y rearmarse para, posteriormente, coordinar sus acciones de combate con la Legión Árabe.
Según el propio Al-Qawuqji, la orden de retirada le pareció un grave error, que discutió personalmente con el propio Alto Mando de las tropas transjordanas pero lo cierto es que sus fuerzas, aunque hubiesen cosechado una serie de derrotas sobre el campo de batalla, se habían batido con valor, estaban exhaustas, habían sufrido muchas bajas y estaban faltos de municiones..
El mismo día 15 de mayo, mientras Latrún era evacuado por el Ejército de Liberación, sus tropas destacadas en Jerusalén atacaron los barrios de Neve Yaakov y Qalandiya. Aunque en sus "Memorias" Al-Qawuqji presenta el hecho como un gran éxito coordinado con el próximo avance de la Legión Árabe, a la que servirían de "tropas de choque" despejando el camino, la resistencia en estos dos asentamientos fue mínima porque sus habitantes se habían replegado hacia Jerusalén, bien cumpliendo órdenes. o, según otras fuentes, en un acto de indisciplina ante el próximo ataque de la temida Legión Árabe.. En todo caso, parece que su ataque tuvo escasa relevancia, y no resulta verosímil considerar que el Ejército Árabe de Liberación "había salvado Jerusalén" como afirma Al-Qawuqji en sus "Memorias".
Una vez completada la retirada de Jerusalén y el Frente Centro, la misión de Al-Qawuqji consistía, según las órdenes que recibió de la Liga Árabe, en desplegarse en el centro de Galilea, con base en la región de Nazareth, para colaborar con la invasión de las fuerzas libanesas desde el Norte y las sirias desde el noreste, con el fin de expulsar a los israelíes de toda Galilea.

### Despliegue en Galilea
El cuerpo expedicionario libanés que invadió Israel -nominalmente bajo el mando de Al-Qawuqji, aunque en la práctica de forma autónoma con apoyo del Ejército de Liberación- el día 15 de mayo era pequeño, estaba mal preparado, y no mostró excesivo afán combativo. El mismo día 15 ocupó el poblado árabe fronterizo de Al-Malkiyya (de población mayoritaria árabe), pero lo perdió tres días después tras un contraataque israelí. Aunque, más adelante, un contingente de unos 2000 combatientes sirios, libaneses y del Ejército de Liberación conquistaron nuevamente Al-Malkiyya, hecho por el que Al-Qawuqji fue condecorado con la Orden Nacional del Cedro (Líbano), el ejército libanés apenas realizó más movimientos.
Por su parte, los sirios habían sido mucho más belicosos, en lo político y lo militar. De hecho, la mayoría de los preparativos, las armas y la logística que había podido obtener el Ejército Árabe de Liberación las había facilitado Siria.
No es de extrañar, por lo tanto, que se confiase en las dos columnas sirias que, a través del Norte y del Sur del mar de Galilea, debían irrumpir hasta confluir con las fuerzas de Al-Qawuqji y avanzar hacia Haifa y Acre. Sin embargo, el ejército sirio, aparte de algunos éxitos locales (la ocupación de Zemakh y dos pequeños asentamientos satélites, y de Mishmar Hayarden el día 10 de junio de 1948) no consiguió sus objetivos y, dada la superioridad de fuerzas con que contaban sobre los israelíes. resultó en un rotundo fracaso.
El grueso de las tropas de Al-Qawuqji renunció a reunirse con los sirios y libaneses y se retiraría, posteriormente, hacia Nazareth, en cuyos alrededores le sorprendió la Primera Tregua (11 de junio de 1948).
Más adelante, se culpó a Al-Qawuqji de no haber cumplido la misión que tenía encomendada "ocupar los territorios perdidos y ayudar a consolidar la cohesión entre las tropas árabes del Norte de Galilea". Incluso se le llegó a acusar de tener cierta responsabilidad -por inacción- de la derrota en la ofensiva siria del 5-6 de junio y de pasividad en los primeros combates en la región de Lubya y Sejera. Según los enemigos de Al-Qawuqji, una mayor implicación del Ejército de Liberación podría haber conquistado Sejera, cortando los accesos de Tiberíades y Safed hacia el centro de Galilea.
Lo cierto es que sus tropas se encontraban muy castigadas por los combates continuos, no habían recibido los refuerzos solicitados (ya hemos visto que tuvo que recurrir a levas forzosas entre la población local), y las derrotas sufridas, junto con la escasa disciplina de sus fuerzas, iban conduciendo a un rápido proceso de desmoralización y disgregación, que se tradujo en un importante número de deserciones, y sonadas fugas de oficiales y mandos militares.

### La Primera Tregua y los "Diez Días"
Los esfuerzos de las Naciones Unidas por instaurar una tregua en Palestina condujeron al nombramiento del conde Folke Bernadotte como mediador internacional, el 20 de mayo de 1948. Dos llamamientos de la ONU para la declaración de un "alto el fuego" fracasaron antes de que, una nueva fecha, fijada para el 11 de junio, fuera aceptada por ambas partes.
Dentro del bando árabe, Egipto, Siria e Irak estaban contra la aceptación del alto el fuego, mientras que Jordania (el único de los países árabes que salía con ganancias territoriales con pocas pérdidas militares) estaba de acuerdo con una tregua, y Líbano adoptaba una actitud ambigua, beligerante en la superficie pero poco dispuesto a seguir el combate en el fondo. El problema para los árabes consistía en que el Reino Unido, su gran valedor, y de quien dependían los suministros militares, aconsejaba el alto el fuego. Los Estados Unidos presionaban a los británicos, y habían amenazado con levantar el alto el fuego y permitir a Israel comprar abiertamente armas, a la par que amenazaban con denunciar ante la opinión pública mundial, y británica, que parte de los fondos norteamericanos para la reconstrucción del Reino Unido se desviaban a los países árabes (que a su vez los utilizaban en la guerra en Oriente Medio).
En este complejo escenario Siria, al mismo tiempo que se veía obligada a concertar la tregua, empujaba a Al-Qawuqji (que personalmente estaba contra toda interrupción del combate) a violarla, con la pantalla de que, por tratarse de una fuerza voluntaria, y no de fuerzas armadas de un país, no estaba obligada por las resoluciones de la ONU, y con la secreta intención de provocar una respuesta israelí que reanudara la guerra.
Esta ficción no engañó a nadie; Bernadotte viajó a Damasco para entrevistarse con el presidente sirio, y los araques de Al-Qawuqji cesaron a principios de julio..
Los hechos mostrarían que Al-Qawuqji y quienes se oponían a la tregua llevaban razón; aunque en junio de 1948 el Ejército de Liberación era aún una fuerza temible pero su capacidad se fue diluyendo, falta de refuerzos, municiones y disciplina, mientras que el recién creado Ejército israelí mejoraba en organización y armamento día a día.
Con el final de la tregua, el 9 de julio de 1948, los israelíes desencadenaron dos ofensivas simultáneas en Galilea: una contra la cabeza de puente que mantenían los sirios en la Alta Galilea, y otra (llamada Operación Dekel) contra las fuerzas del Ejército de Liberación, en la Galilea Centro y Sur.
Aparentemente, la Operación Dekel fue desencadenada porque los israelíes creían que Al-Qawuqji iba a desencadenar un ataque hacia Acre tratando de cortar en dos las fuerzas enemigas. De hecho, al parecer Al-Qawuqji había instruido a determinados notables de la zona para que hicieran evacuar a personal civil y no combatiente, a partir del 7-8 de julio, en previsión de los combates venideros Las fuerzas de Al-Qawuqji, sobre el papel, eran aún poderosas: constaban de tres regimientos (1.º, 2.º y 3.º Yarmouk) con artillería, carros blindados y tanques,.. En la práctica, aparte de las carencias antes citadas de organización, refuerzos y repuestos, su concepción anticuada de la guerra resultó funesta para el combate a sostener. Efectivamente, las fuerzas estaban dispersas por toda Galilea, en pequeñas unidades que funcionaban como guardias territoriales de los pueblos, y grandes unidades inactivas en Nazareth y otras grandes localidades.
La 7.ª Brigada Acorazada del Ejército israelí, con elementos de la Brigada Golani y de la Brigada Carmeli, en cambio, desencadenaron su ofensiva creando puntas de lanza con tropas de choque y vehículos armados, apoyados por aviación, consiguiendo una superioridad aplastante en cada uno de sus ataques sobre los núcleos árabes, y sembrando el pánico entre las fuerzas de Al-Qawuqji (irónicamente, recuerda inevitablemente la blitzkrieg de la Wehrmacht en los primeros años de la II Guerra Mundial).
Los pueblos árabes fueron cayendo uno tras otro; las tropas del Ejército de Liberación retrocedieron, en muchos casos sin presentar apenas combate, y el propio Al-Qawuqji estuvo a punto de caer en manos del Ejército israelí cuando Nazareth fue tomada, el 16 de julio, casi sin resistencia.
Cuando la Segunda Tregua entra en efecto -y ahora los países árabes no pueden hacer otra cosa sino aceptarla aliviados- el dispositivo del Ejército de Liberación en Galilea del Sur, o Baja Galilea, ha sido destruido: las tropas de Al-Qawuqji se retiran a las montañas del Norte de Galilea (donde el Ejército israelí no dispone de efectivos suficientes para cercarles, y donde permanecerán hasta su expulsión en octubre, con la Operación Hiram) o han huido a los países árabes vecinos.
Tras el regreso de la 7.ª Brigada a sus bases, algunos efectivos del Ejército de Liberación, violando la tregua, desencadenaron algunos ataques sobre pequeños pueblos árabes conquistados por los israelíes, como Sakhnin o Sha‘ab, reocupándolos, pero el Ejército de Israel no respondió. El frente permanecerá básicamente sin cambios durante varios meses.

### De julio a octubre: de la Segunda a la Tercera Treguas.
Tras los "Diez Días" se acordó una Segunda Tregua, que duró desde el 18 de julio hasta el 15 de octubre de 1948. Durante este periodo el Frente Norte permaneció en calma relativa, porque no se realizaron combates a gran escala, aunque se produjeron frecuentes ataques y escaramuzas por ambos bandos, que trataban de mejorar sus posiciones a costa del enemigo.
Al-Qawuqji trató de reorganizar sus fuerzas, tras las fuertes pérdidas sufridas, y desplegarlas en la Alta Galilea: el 1.º Regimiento Yarmuk, el más poderoso de todos los dispositivos del Ejército de Liberación, que constaba de unos 1500 hombres y se desplegaría al Sur de la zona controlada por Al-Qawuqji, en la carretera Safed-Acre (Akko); 2.º Yarmuk, más débil, de unos 800 hombres, situado al Noreste, con centro en Sa'sa'; es decir, a retaguardia y guardando en flanco izquierdo del 1.º Yarmuk; y 3.º Yarmuk, de unos 800 hombres, al Noroeste y a retaguardia del 1.º Yarmuk, con despliegue centrado en Tarshisha. También podían contar con el Regimiento Hittin (entonces en periodo de reconstrucción en Siria) y un batallón sirio y dos libaneses, aunque estos últimos, en la práctica, cumplieron más un papel de policía fronteriza para evitar que los refugiados árabes entrasen en Líbano que como fuerza de combate. Por último, algunos centenares de combatientes locales prestaron apoyo y combatieron con las fuerzas del Ejército de Liberación. Por lo tanto, las fuerzas totales árabes en la zona podrían estimarse en unos 4000 combatientes, con ametralladoras ligeras y pesadas, algo de artillería y unos cuantos blindados. A ellos podían añadirse en el momento de los combates algunos cientos de combatientes locales y voluntarios sirios y libaneses.

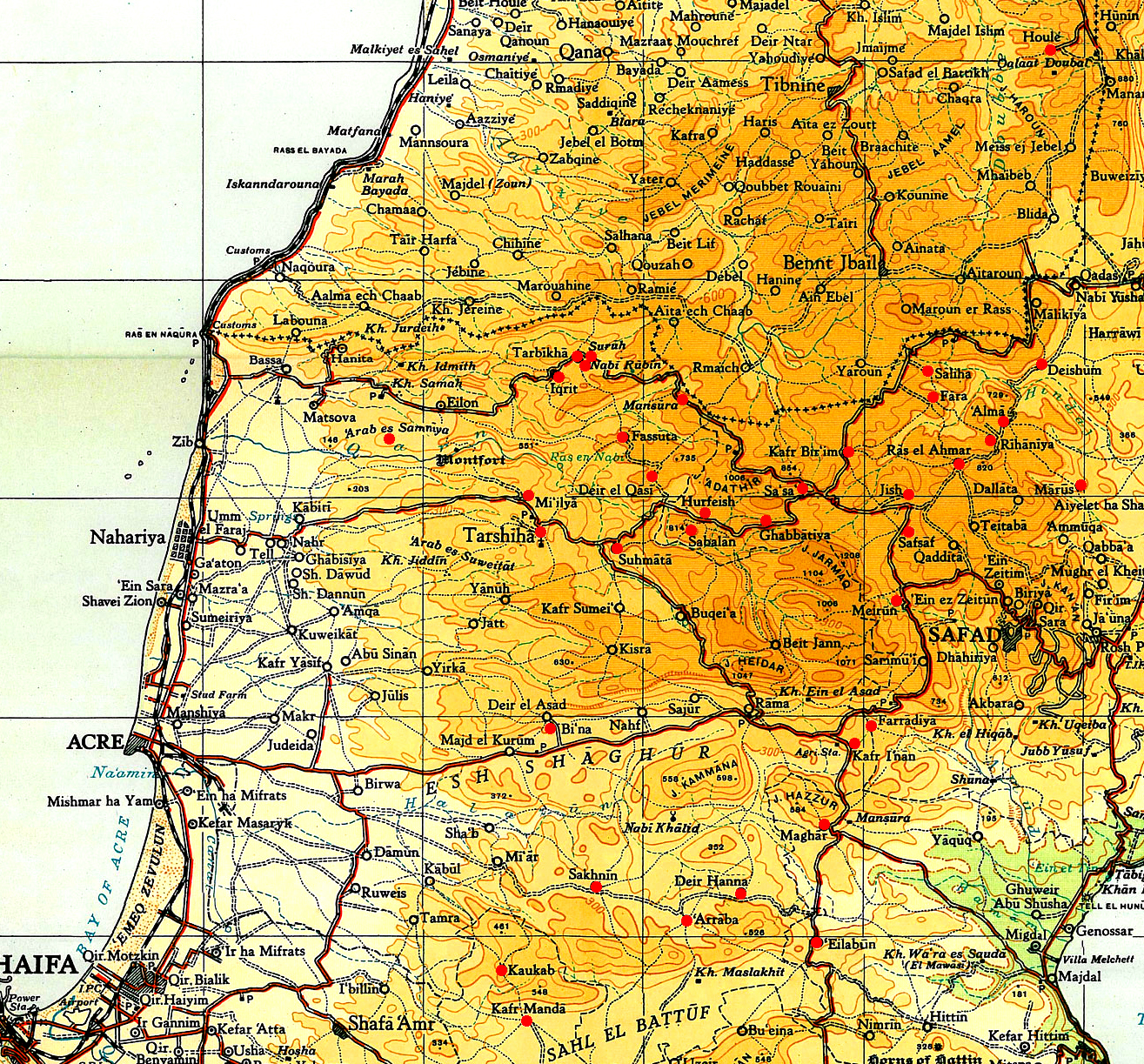
Mapa de la Alta Galilea con las principales localidades; en rojo pueblos capturados por las FDI en la "Operación Hiram"

Al-Qawuqji trató durante estos meses de mejorar sus relaciones con los mukhtars y la población local, creando comités locales bilaterales con competencias judiciales para imponer disciplina y evitar tanto los actos de bandidaje por parte de los soldados del Ejército de Liberación como la huida de civiles en edad de combatir. Aunque se produjeron algunas represalias contra poblaciones que se habían rendido previamente a los israelíes (como en el caso de Sakhnin), en general, mejoró la colaboración entre ambas partes con respecto a fases anteriores de la guerra.
Todo lo contrario sucedió en cuanto a las relaciones de Al-Qawuqji y sus fuerzas con los gobiernos árabes en general y la Liga Árabe en particular. Realmente, los resultados que podía presentar el Ejército de Liberación eran muy pobres. Un informe iraquí concluía que su entrenamiento, sus capacidades militares y su desempeño en el campo de batalla habían sido "pésimas" y recomendaba disolverlo, en lugar de continuar con un ejército "en el que no podía confiarse para nada" En este clima de desconfianza, el Secretario General de la Liga Árabe Azzam anunció a Al-Qawuqji que tendría que reducir a la mitad los efectivos de su ejército, debido a los recortes presupuestarios (solo se había pagado un 10 % del dinero previsto en las reuniones iniciales de la Liga Árabe. Por si fuera poco, Taha al-Hashimi (inspector general del Ejército de Liberación) acusó a Al-Qawuqji (con quien nunca se llevó bien) de corrupción e incompetencia.
Al-Qawuqji, a su vez, responsabilizó a su oficialidad de gran parte de las culpas: un 75 % (afirmó) eran incapaces de cumplir sus funciones, por corruptos, ignorantes o cobardes. por otro lado, acusó a la Liga Árabe de incumplir la promesa de "ayuda ilimitada" que se le había ofrecido y presentó su dimisión en agosto. Sin embargo, el prestigio que aún mantenía entre sus tropas y entre la población árabe campesina aún era considerable. Los gobiernos sirio y libanés, sobre todo, temieron que su renuncia, junto con el alto el fuego con los judíos, provocase disturbios, e incluso un golpe de Estado apoyado por el propio Ejército de Liberación. Por ello, los Primeros Ministros de Siria (Jamil Mardam) y Líbano (Riad Al Sohl) mediaron entre Qawuqji y sus superiores, logrando que el primero retirase su renuncia, a cambio de promesas de mayor apoyo militar y sostén frente a las voces críticas..
Por su parte, el Gobierno de Ben Gurion pensaba haber llegado a una situación militar de fuerza que permitía empezar a planear la postguerra, permitiendo reducir la casi completa movilización de la población judía y la enorme carga económica del presupuesto militar. Por lo tanto, aparte de las escaramuzas ya citadas, los israelíes tenían buen cuidado de no lanzar ofensivas a gran escala que, por otra parte, hubieran sido condenadas por las Naciones Unidas como actos agresores y hubieran empeorado su situación diplomática.
Sin embargo, la actividad mediadora desarrollada por el conde Folke Bernadotte, -y tras su asesinato por el grupo "Lojamei Jerut Israel", por su sucesor Ralph Bunche- no llegó a buen puerto; su propuesta de septiembre de 1948 fue rechazada por ambos bandos: por parte del mundo árabe porque contemplaba el reconocimiento de Israel, algo inaceptable para ellos, y por parte de Israel porque suponía un retroceso sobre los avances obtenidos en el campo de batalla, e incluso sobre el plan de partición original. A cambio de reconocer el statu quo en Galilea reconociendo la conquista de facto de la Galilea Oeste por los judíos y la cabeza de puente siria bajo el Mar de Galilea, Israel debía ceder todo el Negev (a los árabes, incluyendo los asentamientos y territorio no conquistado por Egipto) Jerusalén (para contyrol internacional), dejar que Haifa fuera puerto franco para Transjordania y Lydda aeropuerto franco, y permitir un retorno ilimitado de los árabes que habían huido o habían sido expulsados, lo que supondría una mayoría árabe en ciudades ahora en manos israelíes: el status de Jaffa y Acre serían "revaluados"; por fin, la inmigración judía sería permitida solo por dos años, tras lo cual se suspendería si así lo requerían los estados árabes vecinos..
Dado que ninguna de las partes aceptó la solución ofrecida por los mediadores de la ONU, y que la situación militar sobre el terreno (con bolsas de tropas árabes rodeadas por fuerzas de las FDI y kibbutz israelíes asediadas por destacamentos árabes) era inevitable una reanudación del conflicto.
Primero se desencadenó otra fase de la guerra en el Frente Sur. El 15 de octubre, tras repetidos ataques egipcios a los convoyes que llevaban suministros a los asentamientos israelíes sitiados, las fuerzas israelíes desencadenaron la Operación Yoav (o Diez Plagas) que duró una semana y supuso una nueva derrota para la coalición árabe, pero que no hubo repercusiones directas en el Frente Norte. El 22 de octubre la ONU decreta una Tercera Tregua, aceptada por Egipto e Israel.
Sin embargo, las tropas de voluntarios (como el Ejército de Liberación) no se consideran obligadas por las resoluciones de la ONU.. Al-Qawuqji ordena, el mismo día de entrada en vigor de la Tercera Tregua, una ofensiva sobre los kibbutz fronterizos de Manara y Misgav Am, ocupando un punto estratégicamente pero pobremente defendido (Sheikh Abed) desde el que amenaza con invadir el valle del Jule (Huleh o Hula), cortando las comunicaciones del Noreste de Galilea con el resto de Israel. La amenaza es aún mayor si se considera que, de atacar el ejército Libanés sobre Metulah y el sirio por su sector, puede producir una reacción en cadena y el hundimiento del frente Norte.
Inicialmente el Gobierno israelí considera que los asentamientos pueden resistir varios días (como así fue) e intenta una solución diplomática, protestando ante la ONU por la violación de la tregua cometida por el Ejército de Liberación; sin embargo, los árabes se niegan a retirarse y mantienen el asedio de los asentamientos.
Ben Gurion Y Yigael Yadin no desean, en principio, comprometer sus fuerzas en una ofensiva a gran escala si pueden evitarlo; por lo tanto, aprueban una contraofensiva limitada con la brigada Carmeli para liberar los kibbutz sitiados. Sin embargo, el primer asalto -el 25 de octubre- fracasa y no logra liberar la presión sobre los asentamientos sitiados y el Alto Mando israelí decide realizar una ofensiva de gran envergadura, con intención no solo de liberar la Alta Galilea, sino de terminar de una vez con todas con el Ejército de Liberación.

### La "Operación Hiram"

#### El ataque de Al-Qawuqji
El día 28 de octubre -día de inicio de la Operación "Hiram"- las FDI contaban en el frente Norte con cuatro brigadas para hacer frente a las tropas del Ejército de Liberación y los ejércitos sirio y libanés; la 1.ª Brigada (Golani), la 2.ª (Carmeli), la 7.ª Acorazada y la 9.ª (Oded), junto con un batallón druso y otro circasiano, para entonces colaborando ya con las FDI (Fuerzas de Defensa de Israel). En total, unos 11 o 12 batallones.
Por parte del bando árabe, la disposición de las tropas del Ejército de Liberación y las fuerzas libanesas no se habían modificado sensiblemente desde el principio de la Segunda Tregua; los sirios, en cambio, habían instaurado una forma de servicio militar más o menos obligatorio, y habían llamado a reservistas a filas, lo que había elevado el número de sus combatientes hasta unos 15000. Sin embargo, en lugar de presentar una actitud ofensiva, como Al-Qawuqji esperaba, se mantuvieron a la defensiva el resto de la guerra.
Aunque no todas las tropas presentes en la zona participaron en la Operación "Hiram" -ni por parte de Israel ni por el bando árabe- las FDI, con las milicias locales de los asentamientos judíos sumaban con seguridad más de 6000 hombres -frente a apenas 4000 árabes- y contaban también con superioridad en armas, incluso con apoyo aéreo. Solo la posición estratégica de las tropas árabes, en terreno montañoso, ofrecía alguna ventaja para los defensores..
No conocemos las razones que impulsaron a Al-Qawuqji a ordenar el ataque sobre Manara y Misgav Am, y a mantener la ofensiva pese a las protestas de Israel ante los observadores de la ONU. Las "Memorias" de Al-Qawuqji terminan con la retirada de sus tropas del sector de Jerusalén y en varias entrevistas concebidas tras su retiro se limitó a culpar a otros dirigentes del mundo árabe por sus fracasos, sin explicar los motivos de sus actos.
No puede dudarse de que Al-Qawuqji, hacia el 22 de octubre, era consciente de la clara inferioridad de sus tropas frente a los israelíes y, de hecho, de que la guerra (al menos esta fase de ella) estaba perdida para los árabes. Tampoco cabe pensar que creyese que las FDI podrían pasar por alto una amenaza tan clara sobre todo el Nordeste de Israel.
Podemos conjeturar que Al-Qawuqji quizás tuviese la esperanza de que, dado que la 9.ª Brigada (recién llegada del Frente Sur tras su participación en la Operación Yoav) y la 2.ª Brigada (cuyo grado de preparación era inferior a la 1.ª y la 7.ª) no estaban a pleno rendimiento, el Alto Mando israelí podría haber pospuesto su respuesta. De hecho, dado que en un futuro cercano iba a resultar imprescindible la apertura de negociaciones para la pacificación de la zona y la retirada del Ejército de Liberación, resulta plausible la idea de que Al-Qawuqji pretendía aprovechar la posible debilidad de las tropas israelíes en el Sector Norte para conseguir ocupar algunos asentamientos estratégicos, esperando la previsible llamada a un alto el fuego de la ONU con mejores bazas de cara a una negociación. Otra posibilidad es que confiara en que los sirios, que habían reforzado sus filas, los iraquíes, que se habían involucrado poco en la guerra hasta entonces, e incluso la Legión Árabe, acudirían en su ayuda si se veían en serio peligro.
Sin embargo, nada de esto ocurrió; el Organismo de las Naciones Unidas para la Vigilancia de la Tregua (UNTSO) informó de la violación de la tregua, culpabilizando a las fuerzas árabes de ello y, en lugar de exigir un nuevo alto el fuego con el nuevo statu quo" ordenó la retirada de los agresores. El propio comandante militar de la UNTSO, general William E. Riley, pidió al gobierno libanés que mediase para que se produjese la retirada. Como Al-Qawuqji no podía ceder para no quedar en mal lugar, la situación se prolongó durante unos días más, permitiendo a Israel preparar y desencadenar la Operación "Hiram" sin la presión en contra de la comunidad internacional,. y sin que Al-Qawuqji recibiera ayuda importante del resto del mundo árabe.

#### El desarrollo de las operaciones militares y el colapso del Ejército de Liberación
En lugar de limitarse a rechazar el ataque de Al-Qawuqji en el sector de Manara, el Alto Mando israelí decidió llevar a cabo una ofensiva mucho más ambiciosa, cuyos planes se habían preparado ya en agosto de 1948, durante la Segunda Tregua.
La "Operación Hiram" tenía como objetivo "Destruir las fuerzas enemigas en la bolsa de Galilea Central", ""conquistar toda Galilea" y "establecer línea de defensa en la frontera Norte (línea internacional) de Palestina". para ello, las FDI realizarían una maniobra en pinza sobre Sa'sa' con la 7.ª Brigada atacando desde Safed (un ataque inesperado porque la carretera Safed-Sa'sa' se creía impracticable para los blindados) y la 9.ª desde Kabri, ocupando previamente Tarshiha. La 1.ª Brigada cubriría el flanco Sur de la operación (por donde podían llegar ataques de los destacamentos del Ejército de Liberación desde Eilabun o Beit Jan) y la 2.ª Brigada el flanco Norte y Este, contra un posible movimiento de las formaciones sirias.
El ataque comenzó el día 28 por la noche. La 7.ª Brigada encontró cierta resistencia en Jish y Meron y tuvo que hacer frente a una columna enviada por el mando sirio para apoyar a las tropas del Ejército de Liberación; sin embargo, se trata de un batallón norteafricano recién llegado a Oriente Medio, aún no preparado para el combate, y es casi destruido en su primer combate; su derrota, la noticia de que los israelíes habían capturado Meron y la posibilidad de verse cercados hace cundir el pánico entre las tropas árabes. El frente colapsa, a pesar de los intentos de Al-Qawuqji por conseguir una retirada ordenada hacia Sa'sa'.
Por su parte, la 9.ª Brigada encontró más resistencia en Tarshisha, que solo pudo ser tomada cuando, tras un infructuoso ataque por tierra, fue sometida a un bombardeo aéreo. Las horas que costó a la 9.ª Brigada la captura de Tarshisha fueron claves para que varios centenares de soldados del Ejército de Liberación pudieran escapar al cerco israelí.
El 30 de octubre por la tarde la 7.ª y 9.ª Brigadas se unieron en Sa'sa', cuya estación de Policía resistió aún algunas horas, permitiendo la retirada hacia el Norte de algunos combatientes.
Con el cese de la resistencia en Sa`sa' prácticamente desaparece la actividad del Ejército de Liberación Árabe. Los pocos hombres que quedan en Galilea y no caen prisioneros huyen hacia el Líbano, perseguidos por las tropas israelíes.. Para el final de la operación se une la 2.ª Brigada de las FDI, que entre el 30 y 31 de octubre ocupa los últimos poblados fronterizos con el Líbano, invade este país y ocupa el territorio al sur del río Litani (más adelante se retirará a cambio de que los sirios abandonen el territorio ocupado en Israel).
La Operación "Hiram", aunque no ha conseguido la destrucción física del Ejército de Liberación Árabe, le ha asestado un golpe mortal: en solo sesenta horas, los árabes han perdido toda la Galilea Norte, y han sufrido cerca de quinientos muertos y centenares de heridos, frente a unos veinticinco soldados israelíes muertos.

## El retiro
Al-Qawuqji sufrió muchas críticas por el pobre rendimiento de sus tropas; tras la campaña de 1948-1949, desilusionado y amargado por la falta de unidad del mundo árabe ya no volvió a dirigir tropas en campaña.
Hasta 1977, fecha de su muerte, vivió con Lisolette (su esposa alemana), y con algunos de sus hijos, en Beirut, Damasco o Trípoli (Líbano). Algunos de sus enemigos le acusaron de hacerse con una fortuna personal; otros, incluso, de ser un agente provocador al servicio de los judíos, con quienes habría colaborado para destruir el ideal de la Palestina árabe. Sin embargo, no existe ni una sola prueba de enriquecimiento personal ni de traición a la causa árabe por parte de Al-Qawuqji. De hecho, tras su retiro de la vida pública, Al-Qawuqji vivió muy modestamente, de la pensión que cobraba de Arabia Saudí (por su trabajo como entrenador militar en la década de los veinte) y el pequeño sueldo como consejero militar que recibía del gobierno libanés. En una carta escrita al presidente sirio Quwwatli el 30 de septiembre de 1957 expone:

...mis hijos sólo pueden esperar un futuro terrible, en vista de la patética pensión que recibo, que ni siquiera sería suficiente para un barrendero en vuestro palacio. Y ello después del largo combate que libré contra el colonialismo por todo el mundo árabe, y tras haber llenado las páginas de historia...
Al-Qawuqji, QPP (Papeles Privados), 30 de septiembre de 1957

Considerando el carácter orgulloso y bravío de Al-Qawqji, resulta poco creíble que se humillase como para pedir dinero si hubiese sido el ladrón o traidor a la causa árabe que presentan sus enemigos y algunos interesados.
Durante los últimos años de su vida vivió apartado y desengañado de la vida pública, concediendo de vez en cuando alguna entrevista a medios de comunicación en lengua árabe, hasta su muerte a los 87 años de edad.

## Conclusiones
Como muchas figuras históricas, Fawzi Al-Qawuqji ha recibido valoraciones muy diferentes según las personas que juzgaban su vida, desde la adoración como luchador incansable y héroe del nacionalismo árabe que mostraron muchos de sus hombres y partidarios, hasta las acusaciones de ineptitud, cobardía, venalidad, y traición que le dedicaron muchos de sus enemigos (como Hadj Amin al-Husayni, Taha al-Hashimi) y que, en parte, ha quedado reflejado en el retrato que muchos lectores conocen a través del best seller "Oh, Jerusalén!".
Durante los últimos años se ha revitalizado el interés por la figura de Al-Qawuqji, gracias a la proliferación de libros y artículos que tratan el tema del conflicto árabe-israelí y la guerra de 1948. Y el lector podrá encontrar fácilmente dos intenciones diferentes: aquellos que consideran que Fawzi Al-Qawuqji fue un idealista, un soñador y un luchador incansable por el mundo árabe y la causa palestina, que cayó en un injusto olvido y marginación, y aquellos que, basándose en los "Historiadores Revisionistas israelíes" arrojan sombras sobre su competencia y honestidad e incluso sugieren, sin dar pruebas, una posibilidad de connivencia con los israelíes.
La insinuación de que Al-Qawuqji pudo estar de acuerdo con los israelíes o de que fue manipulado como un títere por ellos para favorecer la derrota de la coalición árabe se basa exclusivamente en el pobre papel desempeñado por las tropas del Ejército de Liberación árabe (ciertamente, no muy lucido) y, sobre todo, en la entrevista con Y. Palmon en la que Al-Qawuqji declaró, al parecer, no estar dispuesto a ayudar a Abdelkader Al-Husayni y a las tropas del Muftí si eran derrotados por la Haganah.
Y sobre este tema hay unos cuantos puntos que resulta imprescindible tomar en cuenta si queremos tener una visión ajustada de la realidad histórica:
- El ideal de Fawzi Al-Qawuqji fue siempre el nacionalismo (algunos podrían llamarle el imperialismo) árabe; su sueño, construir una gran nación independiente que incluyera todo el mundo árabe.
- Como opositores a esa idea, sus enemigos fueron, según la época, los países europeos colonialistas (franceses y británicos) y luego los judíos y las Naciones Unidas, pero también aquellos árabes que pretendían disgregar el mudo árabe en pequeños estados para cumplir ambiciones personales, como, en determinados períodos de tiempo, el Rey Abdullah, la Liga Árabe como representante de los poderosos, Egipto y, sobre todo, el Muftí de Jerusalén.
- Al-Qawuqji no era un antisemita "integral" como Streicher, Goebbels o el Muftí de Jerusalén. No odiaba en sí a los judíos -aunque los consideraba, como a cualquier infiel, inferiores a los musulmanes- y los respetaba como enemigos. Su enemistad se basaba exclusivamente -como hizo saber a Palmon en su famosa entrevista- en que pretendían establecer un Estado Judío arrebatando la soberanía a los palestinos.
- Por lo tanto, la entrevista que hizo que sus enemigos le acusasen de traición y que los "historiadores revisionistas" israelíes aprovechan para echar lodo sobre la victoria de Israel en 1948 -y de paso sobre Al-Qawuqji, sugiriendo un acuerdo entre ambas partes- no debe extrañarnos. Antes, durante, y después de la guerra de 1948 hubo entrevistas entre judíos, árabes y británicos, enfrentados con las armas pero buscando una resolución pacífica. El propio Al-Qawuqji tuvo entrevistas con Amin Al-Husayni, su más enconado enemigo, con sir Alec Kirkbride, representante en Amán de un imperio al que odiaba, o tuvo que colaborar con el inspector general Taha Hashemi, otro enemigo suyo.
- Por otro lado, en cuanto a sus derrotas militares, debemos recordar que Al-Qawuqji no recibió formación militar avanzada: el grado que alcanzó en los ejércitos regulares fue el de oficial, y eso en la Primera Guerra Mundial. Más adelante mandó unidades guerrilleras, expertas en golpear y retirarse, pero no fuerzas de combate estables de tamaño superior a una compañía (100 a 300 hombres). Sus fracasos militares no son consecuencia de traición sino de falta de habilidad.
- Quizás debería recordarse que las derrotas de Al-Qawuqji no fueron mayores ni menos justificadas que las de otros ejércitos árabes, algunos de los cuales contaban con mejor potencia de fuego, mayor experiencia, armas de combate, y enorme superioridad logística sobre el Ejército de Liberación de Al-Qawuqji.
- De hecho, pese a que la historiografía clásica israelí ha ocultado las derrotas de Israel (como todos los países, por otro lado) y la victoria final difuminó sus fracasos, quizás no esté de más recordar que también ellos sufrieron sangrientas derrotas consecuentemente a su falta de oficiales superiores (su primer curso para comandantes de brigada fue impartido a principios de 1949) o de inteligencia militar, como los intentos de tomar Latrun, o la Operación Pleshet.
- Del otro grupo de críticos a Al-Qawuqji, los "nuevos historiadores israelíes" debería apuntarse que, con frecuencia, muestran contradicciones poco comprensibles que hacen pensar en un discurso sesgado, como presentar al bando israelí con una clara superioridad en hombres y potencia de fuego desde el inicio del conflicto (obviando el hecho de que entre marzo y julio rozó varias veces el colapso militar) y minimizar las fuerzas de Al-Qawuqji y su armamento, para luego presentar a su comandante militar (Al-Qawuqji) alternativamente como un títere manipulado, o como un traidor consciente a la causa árabe.

## Obras
- Memorias, 1948. Parte I in "Journal of Palestine Studies"; Vol 1, n.º 4, verano 1972: pg 27-58
- Memorias, 1948. Parte II in "Journal of Palestine Studies"; Vol 2, n.º 1, otoño 1972; pg 3-33